# True Romance (Estelle)
True Romance è il quarto album in studio della cantante inglese Estelle, pubblicato nel febbraio 2015.

## Tracce
1. Time After Time – 3:49
2. Conqueror – 4:27
3. Something Good/Devotion (Passion Interlude) – 6:10
4. Make Her Say (Beat It Up) – 2:38
5. Time Share (Suite 509) – 4:50
6. The Same – 4:23
7. Fight for It – 4:01
8. Silly Girls – 3:26
9. Gotcha Love – 3:25
10. She Will Love – 3:40
11. All That Matters – 4:06